# Midnight Sun (romance)
Sol da meia-noite (Midnight Sun, em inglês) é um livro de Stephenie Meyer que reconta os fatos do livro Crepúsculo sob o ponto de vista do personagem Edward Cullen, em oposição aos outros livros da série, que são contados principalmente por Isabella Swan. 
O romance foi lido por Catherine Hardwicke, diretora do filme Crepúsculo e por Robert Pattinson, que interpreta o vampiro Edward no filme, servindo para a melhor construção do personagem.

## Sinopse
Um dos maiores fenômenos editoriais dos últimos tempos, a saga Crepúsculo narra a icônica história de amor de Bella Swan, uma garota tímida e desastrada, que acaba de mudar de cidade, e Edward Cullen, um rapaz misterioso que esconde um segredo aterrorizante: é um vampiro. Desde a primeira troca de olhares, ele fez tudo para ficar longe dela, mas e se as coisas não tiverem acontecido exatamente assim?
Até agora, os leitores conheceram essa trama inesquecível apenas pelos olhos de Bella. No aguardado Sol da meia-noite, vamos testemunhar o nascimento desse amor pelo olhar de Edward, mergulhando em um universo novo, sombrio e surpreendente, cheio de revelações.
Conhecer Bella foi o que aconteceu de mais irritante e instigante em todos os anos de Edward como vampiro. À medida que conhecemos detalhes sobre seu passado e a complexidade de seus pensamentos, conseguimos entender por que Bella se tornou o eixo central de uma batalha decisiva em sua vida. Como Edward poderia seguir seu coração se isso significava colocar a amada em perigo? Do que ele seria capaz de abrir mão?
Em Sol da meia-noite, Stephenie Meyer faz um retorno triunfal ao universo de Crepúsculo e nos transporta mais uma vez para Forks, convidando-nos a revisitar cada detalhe dessa história que conquistou milhões de fãs em todo o mundo. Em meio a uma paixão cercada de perigos sobrenaturais, vamos descobrir como Edward encara seus prazeres mais profundos e as consequências devastadoras de um amor proibido e imortal.

## Histórico de pré-lançamento
O livro foi ilegalmente disponibilizado na internet em 2008. Na época, a autora Stephenie Meyer alegou que a obra ficaria suspensa por tempo indeterminado devido ao ocorrido, já que "se sente muito triste com o que aconteceu para continuar escrevendo". Disse também que "pede que os fãs não vejam os doze capítulos que vazaram, porque eles estão incompletos, a escrita é confusa e cheia de erros". 
A autora disse também que "já sabe como isso aconteceu" e que a cópia estava com "uma pessoa de confiança e não houve intenção maliciosa com a distribuição inicial". Ela declarou que acredita que voltará a trabalhar no livro quando tiver certeza que "todo mundo esqueceu isso" já que "não pode escrever quando não se sente só". Meyer disponibilizou os doze capítulos publicados do livro em sua página oficial.
Em uma entrevista dada à MTV News em novembro de 2011, Meyer foi perguntada sobre a possibilidade de terminar o livro, bem como sobre a previsão de publicá-lo; ela disse: "Midnight Sun? Talvez. Eu recebo muito essa pergunta. Minha mãe [me questiona] todos os dias. Ela adoraria que eu fizesse isso. Eu sei que muita gente vai adorar isso. Eu tenho que chegar a um lugar onde eu possa escrevê-lo".

## Lançamento
Em 4 de maio de 2020 foi anunciado que a autora lança Sol da meia-note no dia 4 de agosto (nos Estados Unidos) do mesmo ano doze anos após o vazamento ilegal. 
O anúncio foi feito no site da escritora com um contador de horas que zerou na manhã de 4 de maio. Com a expectativa dos fãs, o site ficou fora do ar com seus acessos. A novidade também foi ao ar no programa Good Morning America. A autora também se desculpou, em seu site oficial, pela publicação em meio a uma pandemia. "São tempos loucos nesse momento", diz Meyer, "E eu não tinha certeza se essa seria a hora certa para lançar o livro, mas alguns de vocês estão esperando por muito tempo. Não parecia certo fazer vocês esperarem mais". 
No Brasil, a editora Intrínseca anunciou que o lançamento seria simultâneo. Além disso quem comprasse na pré-venda receberia junto um pôster com a frase "Então o leão se apaixonou pelo cordeio" de um lado e do outro uma ilustração de Bella e Edward na clareira; e um cartão postal com a capa do livro.  

## Entrevistas com Stephenie Meyer
Para a revista adolescente Seventeen, Meyer diz que retomou o projeto devido à pressão dos fãs, de sua mãe e a irritação de não ter finalizado uma história. Segundo ela, a história tem um "tom mais escuro porque traz a perspectiva de alguém que sabe que o seu romance está condenado antes mesmo de começar. Bella é muito esperançosa. Ela está se apaixonando pela primeira vez e ela nunca admite nenhum obstáculo real. Edward também está se apaixonando pela primeira vez, mas ele está 100% certo de que a história de amor pode somente acabar em tragédia". Na entrevista, ela também deixa claro que não irá ter uma versão de Lua Nova na versão de Edward, algo que ela reforça na entrevista abaixo, pois contar a história no ponto de vista dele a deixa ansiosa.

Para o New York Times, a autora conta que escrever o livro foi difícil. Segundo ela, as melhores partes de escrever foram as partes que a Bella não estava presente, quando ela não teve que consultar certos diálogos e ações de Crepúsculo. "Foi quando eu senti que ele [Edward] pode ser mais ele", diz Meyer. Uma das partes importantes do livro para a autora é entender como Edward vê ao seu redor. "Algumas pessoas vão gostar mais de alguns personagens e eles vão gostar menos de alguns personagens, não só porque ele estará passando mais tempo com eles, mas ele está lendo a mente deles o tempo todo". 